# The Song of Extinct Birds
The Song of Extinct Birds is een compositie van de Fin Heikki Sarmanto voor kinderkoor en kamerensemble.
Het idee ontstond twaalf jaar voordat het werk werd voltooid. Sarmanto las of ving een zin op uit een gedicht van Pentti Saarikoski: In the wind you can hear the song of extinct birds (in de wind kan je het lied van uitgestorven vogels horen). Hij praatte daarover met schrijfster / vertaalster Aina Swan Cutler, die uiteindelijk met een tekst kwam, die alleen nog voorzien moest worden van een toonzetting. Het plan belandde in de kast totdat het Tapiola Koor haar 40-jarig bestaan wilde opluisteren met een werk en Sarmanto bood aan een werk voor hen te schrijven. Dat contact mondde uiteindelijke uit in een oratorium met ecologie als uitgangspunt. Het werk werd voltooid in 2002 en opgedragen aan de Harvard-universiteit, ter nagedachtenis aan Henry Harrington Cutler, een ornitholoog.

## Muziek
Het werk is geschreven voor kinderkoor en een kamermuziekensemble bestaande uit jazzmusici. De muziek dient ter begeleiding van het koor, maar moet af en toe ook improviseren, maar wel ten dienste van het koor. De muziek ontstijgt de normale muziek voor dit soort samenstellingen, doordat het dan wel jazzmuziek is, maar deze is voor 100 % geschoeid op klassieke muziek, een stijl van componeren, die Sarmanto vaker hanteerde. Het koor dient deels als verteller van het verhaal en volgt de evolutielijn.

### Delen
1. Listen to the wind (Kuuntele tuulta)
2. Long ago there was darkess (Oli pimeys)
3. Life begins in the sea (Elämä alksa meressä)
4. What happened to the dinosaurs (Mitä tapahtui dinosauruskulle)
5. Early man (Alkuihminen)
6. Fire (Tluta)
7. Galileo (Galileo)
8. Man, the dreamer (Uneksiva ihminen)
9. Technology (Teknologia)
10. What are we doing? (Mitä alemme tekemässä)
11. Search for a quiet place (Hiljaisuutta etsimässä)

## Bron / discografie
- Uitgave Ondine 411: Tapiola Koor o.l.v. Kari Ala-Pöllänen; Heikki Sarmanto Ensemble; opname oktober 2004 in Kauniainen